# Prothoe heterodonia
Prothoe heterodonia är en fjärilsart som beskrevs av Semper 1892. Prothoe heterodonia ingår i släktet Prothoe och familjen praktfjärilar. Inga underarter finns listade i Catalogue of Life.